# 古賀恒吉
古賀 恒吉（こが つねきち、1883年（明治16年）4月18日 - 1953年（昭和28年）8月16日）は、日本の剣道家。戸田流。大日本武徳会剣道範士。

## 経歴
佐賀県出身。13歳で戸田流陣内巌に剣術を学ぶ。その後納富教雄、辻真平、佐々木正宜に師事し、大日本武徳会武術教員養成所に入所する。
卒業後、大日本武徳会本部教授を経て、第四高等学校 (旧制)、金沢医科大学 (旧制)の剣道師範を務める。
1929年（昭和4年）、御大礼記念天覧武道大会指定選士の部に出場。準々決勝で持田盛二に敗れる。
1931年（昭和6年）、大日本武徳会広島支部剣道師範となる。
1934年（昭和9年）、皇太子殿下御誕生奉祝天覧武道大会指定選士の部に出場。
1937年（昭和12年）、大日本武徳会から剣道範士号を授与された。